# Cyathea darienensis
Cyathea darienensis är en ormbunkeart som beskrevs av Robbin C. Moran. Cyathea darienensis ingår i släktet Cyathea och familjen Cyatheaceae. Inga underarter finns listade.